# 두브로브니크 성벽

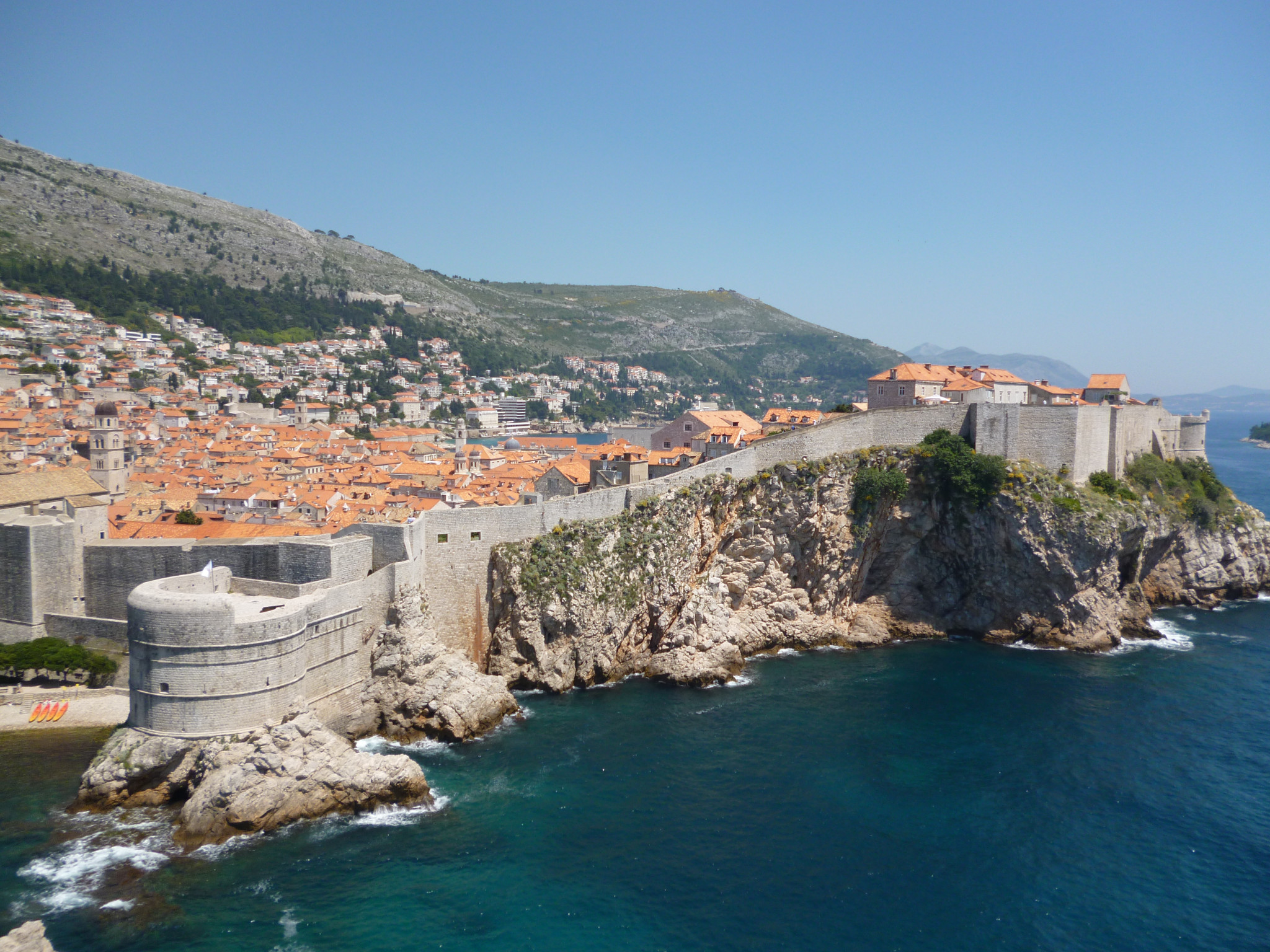
두브로브니크 성벽

두브로브니크 성벽(크로아티아어: Dubrovačke gradske zidine)은 크로아티아 두브로브니크를 둘러싼 일종의 방어용 석조 성벽이다. 성벽은 약 1,940m(6,360피트) 길이의 연속된 구간으로 구시가지 대부분을 둘러싸고 있으며 최대 높이는 약 25m(82피트)에 이른다.